# Holga
Holga (рус. Хо́льга) — среднеформатный шкальный фотоаппарат (фотоплёнка типа 120) китайского производства, привлекающий внимание сторонников альтернативной фотографии обилием возможных эффектов (виньетирование, паразитные засветки, мультиэкспозиция и т. д.), вызванных особой конструкцией фотокамеры (пластиковый корпус, пластиковая линза, простейший затвор и т. д.).
«Holga» часто используется в ломографии.

## История
Фотоаппарат «Holga» разработал Ли Тинг-мо и в 1982 году он начал производиться в Гонконге. Получил широкое распространение среди населения Китая в качестве камеры для портретной съёмки в семейном кругу. За пределами Китая обрёл популярность после разработки адаптера для 35-мм фотоплёнки.

## Модельный ряд

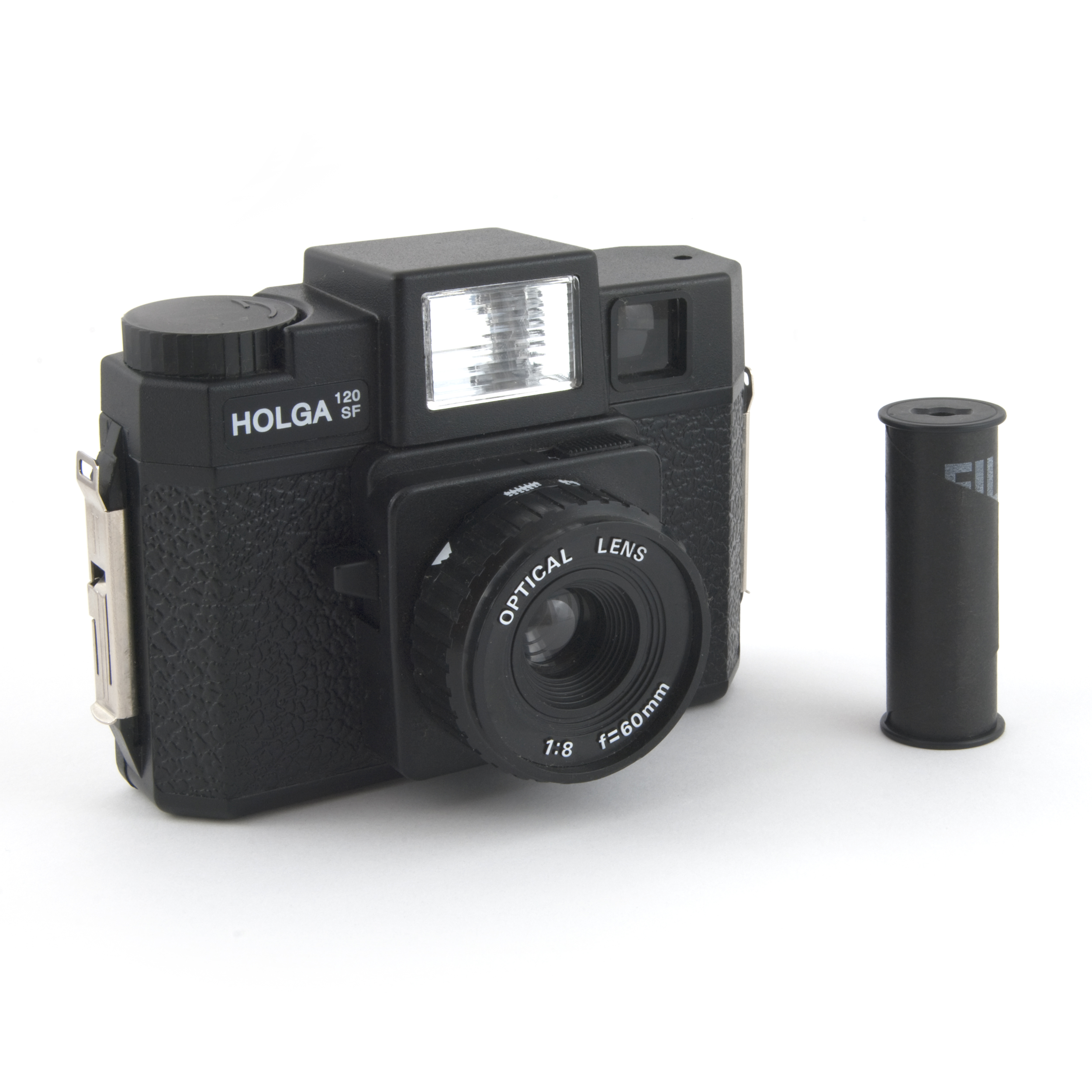
«Holga 120SF» с встроенной фотовспышкой

- «Holga 120S» — первая модель семейства «Holga 120». Постоянная выдержка, пластмассовый мениск-объектив 8/60, двухпозиционная фокусировка, центральный синхроконтакт, вкладыш для кадра 4,5×6 см.
- «WOCA» — «Holga 120S» с мениск-объективом японского производства (линзы из стекла).
- «Holga 120N» — пластмассовый объектив 8/60, штативное гнездо.
- «Holga 120SF» — «Holga 120S» с встроенной фотовспышкой.
- «Holga 120FN» — «Holga 120N» с встроенной фотовспышкой.
- «Holga 120CFN» — «Holga 120FN» с встроенной цветной фотовспышкой.
- «Holga 120GN» — «Holga 120N» с стеклянными линзами.
- «Holga 120GFN» — «Holga 120FN» с стеклянными линзами и встроенной фотовспышкой.
- «Holga 120GCFN» — «Holga 120FN» с встроенной цветной фотовспышкой и стеклянными линзами.
- «Holga 120TLR» — «Holga 120GFN» двухобъективная зеркальная камера + стандартный видоискатель, приставная цветная фотовспышка.
- «Holga 120GTLR» — «Holga 120TLR» с стеклянными линзами.
- «Holga 120PC» — пинхол-версия модели «Holga 120N», размер кадра 6×4,5 см или 6×6 см.
- «Holga 120WPC» — широкоугольная пинхол-версия модели «Holga 120N», размер кадра 6×9 или 6×12 см.

## Другая аппаратура «Holga»

### Миниатюрные фотоаппараты

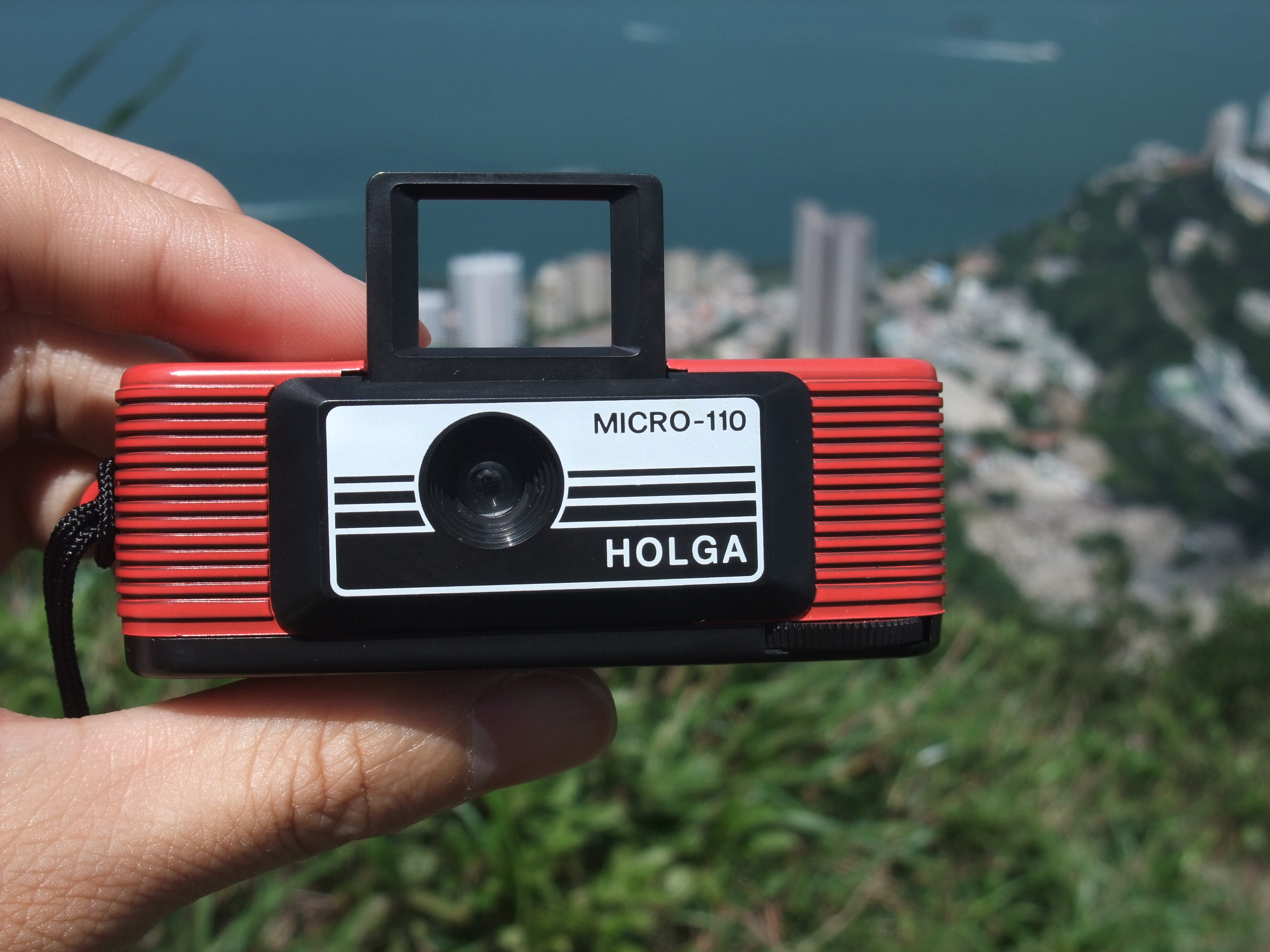
«Holga Micro-110» (плёнка типа 110)

- «Holga Micro 110» и «Holga 110 TFS» — миниатюрные фотоаппараты «Holga» (плёнка типа 110).

### Компактные камеры

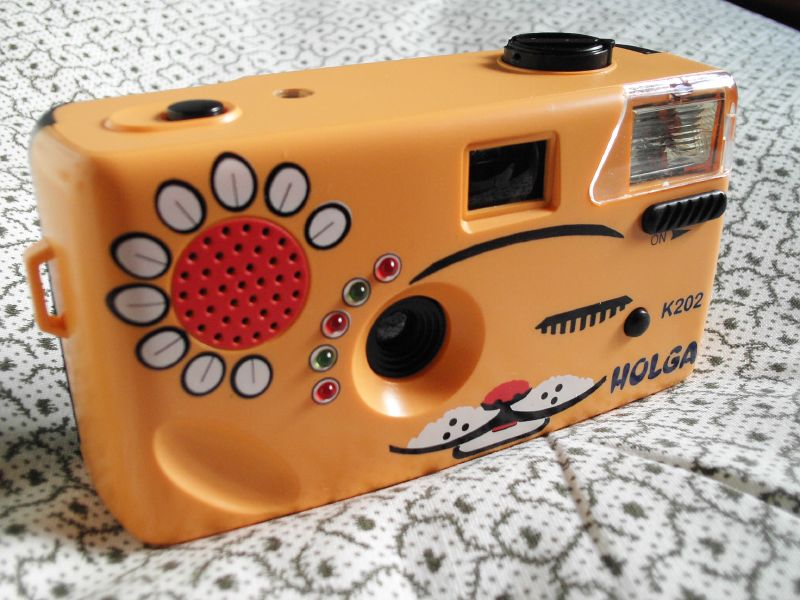
«Holga K202» (компактный фотоаппарат)

- «Holga 135» — фотоаппарат на 35-мм фотоплёнку.
- «Holga 135BC» — фотоаппарат на 35-мм фотоплёнку, аксессуары для усиления эффекта виньетирования.
- «Holga 135PC» — пинхол-версия модели «Holga 135BC».
- «Holga 135AFX2» — объектив 3,8/38, инфракрасная автофокусировка, автоматическая зарядка фотоплёнки, встроенная фотовспышка.
- «Holga K202» — «Meow Kitty camera» — камера, внешним видом похожа на кошачью морду.
- «Holga K200N» — фотоаппарат на 35-мм фотоплёнку, встроенная цветная фотовспышка, несъёмный объектив «Рыбий глаз».
- «Holga K200NM» — «Holga K200N» с объективом «Рыбий глаз» и возможность мультиэкспозиции.
- «Holga 135TIM» — полуформатный фотоаппарат на 35-мм фотоплёнку.
- «Holga 135TLR» — двухобъективная зеркальная камера на 35-мм фотоплёнку.

### Объективы «Holga»
- «Holga HL-C» 8/60 — байонет Canon EF.
- «Holga HL-N» 8/60 — байонет F.
- «Holga HL(W)-OP» 8/25 — байонет Micro Four Thirds, для камер Olympus PEN.
- «Holga HL(W)-PLG» 8/25 — байонет Micro Four Thirds, для камер Panasonic Lumix G.
- «Holga HL(W)-SN» 8/25 — байонет E.
- «Holga HL(W)-SSN» 8/29 — байонет NX.